# (9205) Eddywally
(9205) Eddywally is een hemellichaam in de planetoïdengordel.

## Beschrijving
Deze planetoïde werd ontdekt op 10 augustus 1994 in het La Silla-observatorium te Chili door Eric Walter Elst. Ze werd vernoemd naar Eddy Wally.